# Adicción a la computadora

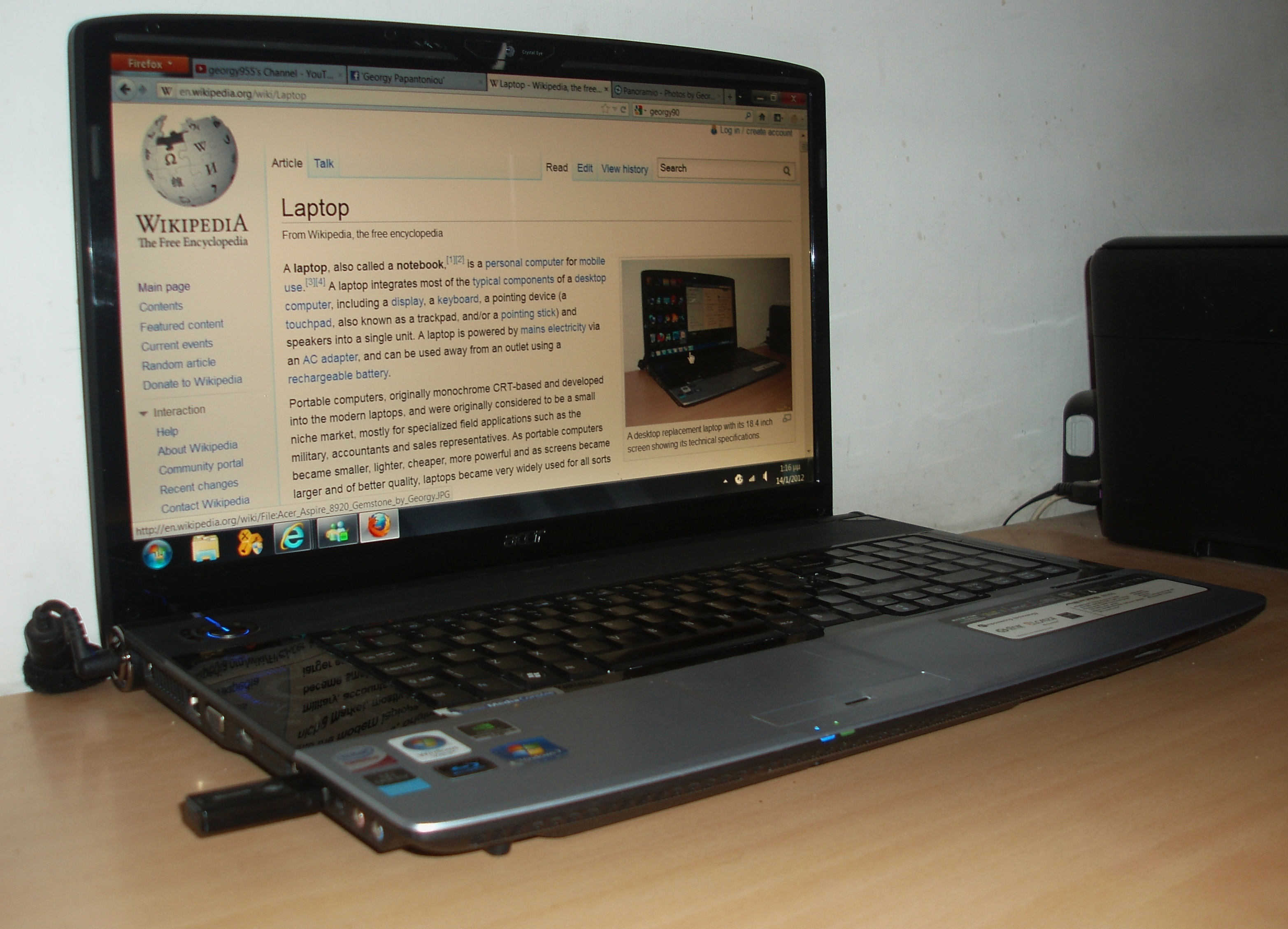
Acer Aspire 8920 (con pantalla de 18.4 pulgadas) mostrando Wikipedia en Windows 7.

La adicción a la computadora puede describirse como el uso excesivo o compulsivo de la computadora que persiste a pesar de las graves consecuencias negativas para la función personal, social o laboral. Otra clara conceptualización fue realizada por Block, quién declaró que:  conceptualmente, el diagnóstico es un trastorno del espectro compulsivo-impulsivo que implica el uso de computadoras en línea ("online") y/o fuera de línea ("offline") y consta de al menos tres subtipos: juego excesivo, preocupaciones sexuales y correo electrónico/mensajería de texto.  Actualmente, la adicción a la computadora no se encuentra incluida como un trastorno oficial en el Manual Diagnóstico y Estadístico de los Trastornos Mentales (DSM-5).
Aunque el término adicción se usa generalmente para describir la dependencia de sustancias, dicho término también puede usarse para describir el uso patológico de Internet.  Los expertos en adicción a la Internet han descrito este síndrome como un individuo que trabaja intensamente en Internet, el uso prolongado de Internet, el uso incontrolable de Internet, la incapacidad de usar Internet de forma eficiente y oportuna, el no estar interesado en el mundo exterior, el no pasar tiempo con personas del mundo exterior, y un aumento en su soledad y desánimo.  Sin embargo, el simple hecho de trabajar largas horas en la computadora no significa necesariamente que alguien sea adicto.
El concepto de adicción a la computadora, de manera general, se divide en dos tipos: adicción a la computadora sin conexión a internet ("offline") y adicción a la computadora en línea ("online"). 
- El término adicción a la computadora sin conexión a internet ("offline") se usa normalmente cuando se refiere a un comportamiento de juego excesivo; vale aclarar que la práctica de juego excesivo se puede practicar tanto sin conexión a internet, como en línea.[5]
- La adicción a la computadora en línea, también conocida como adicción a Internet, en general recibe más atención de la investigación científica que la adicción a la computadora sin conexión a internet, principalmente porque la mayoría de los casos de adicción a la computadora están relacionados con el uso excesivo de Internet.[6]

## Síntomas
- Ser atraído por la computadora tan pronto como uno se despierta y antes de acostarse.
- Reemplazar viejos pasatiempos con el uso excesivo de la computadora y usar la computadora como fuente principal de entretenimiento y procrastinación.
- Falta de ejercicio físico y/o exposición al aire libre debido al uso constante de la computadora, lo que podría contribuir a muchos problemas de salud como la obesidad.

## Efectos
El uso excesivo de la computadora puede provocar u ocurrir con:
- Falta de interacción social cara a cara.
- Síndrome visual informático

## Causas
Kimberly Young indica que investigaciones anteriores vinculan la adicción a Internet/computadora con problemas de salud mental existentes, especialmente la depresión. Ella afirma que la adicción a la computadora tiene efectos sociales importantes, como la baja autoestima, psicológicamente y profesionalmente, lo que llevó al fracaso académico a muchas materias.
Según un estudio coreano sobre internet / adicción a la computadora, el uso patológico de Internet produce impactos negativos en la vida, como la pérdida del empleo, el colapso matrimonial, la deuda financiera y el fracaso académico. Se informa que el 70% de los usuarios de Internet en Corea juegan juegos en línea, el 18% de los cuales son diagnosticados como adictos a los juegos que se relacionan con la adicción a Internet / computadora. Los autores del artículo realizaron un estudio utilizando el cuestionario de Kimberly Young. El estudio mostró que la mayoría de los que cumplían con los requisitos de adicción a Internet / computadora sufrían dificultades interpersonales y estrés y que los adictos a los juegos en línea respondieron específicamente que esperaban evitar la realidad.

## Tipos
Las computadoras hoy en día dependen casi por completo de Internet y, por lo tanto, los artículos de investigación relevantes relacionados con la adicción a Internet también pueden ser relevantes para la adicción a la computadora.
- Adicción a videojuegos: una adicción conductual hipotética caracterizada por uso excesivo o compulsivo de juegos de ordenador o videojuegos, el cual interfiere con la vida diaria de una persona.[9] La adicción a videojuegos se puede presentar como juego compulsivo, aislamiento social, cambios de humor, imaginación disminuida, e hiper-enfoque en alcanzar metas del videojuego, hasta la exclusión de otros acontecimientos en la vida.[10][11]
- Adicción a medios de comunicación sociales: Los datos sugieren que los participantes utilizan los medios de comunicación sociales para cumplir sus necesidades sociales, pero típicamente  están descontentos.[12]  Los individuos solitarios son arrastrados al Internet en busca de apoyo emocional. Esto podría interferir con la "socialización en la vida real" al reducir las relaciones cara a cara.[13] Algunas de estas perspectivas son resumidas en un artículo  escrito por Stephen Marche titulado ¿Facebook nos está haciendo solitarios?, en el que el autor argumenta que los medios de comunicación sociales proporcionan más amplitud, pero no la profundidad de las relaciones que los humanos requieren, y que los usuarios comienzan a encontrar difícil de distinguir entre las relaciones significativas las cuales cultivamos en el mundo real, y las numerosas relaciones casuales que son formadas a través de medios de comunicación sociales.

## Prueba de diagnóstico
Muchos estudios y encuestas se están llevando a cabo para medir la extensión de este tipo de adicción. Kimberly Young ha creado un cuestionario basado en otros desórdenes para evaluar el nivel de adicción. Lo denomina "cuestionario diagnóstico de adicto a Internet" (en inglés Internet Addict Diagnostic Questionnaire, IADQ). El cuestionario pregunta a los usuarios sobre sus hábitos de uso en línea, así como sus sentimientos sobre su uso de internet. Según muestra el IADQ, la adicción a Internet se parece a un desorden de juego o ludopatía. El contestar positivamente a cinco de las ocho preguntas en el IADQ puede ser indicativo de una adicción en línea.

## Origen del término e historia
Las observaciones sobre la adicción a las computadoras y más específicamente a los juegos de computadora se remontan al menos a mediados de la década de 1970. La adicción y el comportamiento adictivo eran comunes entre los usuarios del sistema PLATO en la Universidad de Illinois. El académico británico de aprendizaje electrónico Nicholas Rushby sugirió en su libro de 1979, Introducción a la informática educativa, que las personas pueden ser adictas a las computadoras y sufrir síntomas de abstinencia. El término también fue utilizado por M. Shotton en 1989 en su libro Computer Addiction. Sin embargo, Shotton concluye que los "adictos" no son realmente adictos. La dependencia de las computadoras, argumenta, se entiende mejor como un pasatiempo desafiante y emocionante que también puede conducir a una carrera profesional en el campo. Las computadoras no convierten a personas gregarias y extrovertidas en reclusas; en cambio, ofrecen a los introvertidos una fuente de inspiración, entusiasmo y estimulación intelectual. El trabajo de Shotton cuestiona seriamente la legitimidad de la afirmación de que las computadoras causan adicción.
El término se generalizó con el crecimiento explosivo de Internet, así como la disponibilidad de la computadora personal. Las computadoras e Internet comenzaron a tomar forma como un medio personal y cómodo que podría ser utilizado por cualquiera que quisiera usarlo. Con ese crecimiento explosivo de personas que utilizan PC e Internet, comenzó a surgir la pregunta de si el mal uso o el uso excesivo de estas nuevas tecnologías también podría ser posible. Se planteó la hipótesis de que, como cualquier tecnología dirigida específicamente al consumo y uso humano, ese abuso podría tener graves consecuencias para el individuo a corto plazo y para la sociedad a largo plazo.  A fines de la década de los noventa, las personas que hacían uso de PC e Internet ya se referían al término adictos a la red (webahólicos) o ciberhólicos. Pratarelli et al. sugirieron ya en ese punto etiquetar a "un grupo de comportamientos que potencialmente causan problemas" como adicción a la computadora o al Internet.
Hay otros ejemplos de uso excesivo de computadoras que se remontan a los primeros juegos de computadora. Los informes de prensa también han señalado que algunos reclutas de las Fuerzas de Defensa Finlandesas no eran lo suficientemente maduros para satisfacer las demandas de la vida militar, y debían interrumpir o posponer el servicio militar durante un año. Una fuente informada de la falta de habilidades sociales necesarias es el uso excesivo de juegos de computadora o Internet. Forbes calificó este uso excesivo como "fijaciones web", y afirmó que estas fueron responsables de 12 interrupciones o aplazamientos de este tipo durante los 5 años desde 2000 hasta 2005